# Hemidonax pictus
Hemidonax pictus is een tweekleppigensoort uit de familie van de Glauconomidae. De wetenschappelijke naam van de soort is voor het eerst geldig gepubliceerd in 1870 door Tryon.